# Салис, Карло
Карло Салис, или Карло Танно Салис (итал. Carlo Salis, Carlo Tanno Salis; 1688, Верона — 1773) — итальянский живописец и гравёр академического направления веронской школы.

## Биография
Карло Танно Салис, сын фармацевта Эрколе Салиса, родился в Вероне в доме на площади Пьяцца делле Эрбе. Его первым учителем живописи был Алессандро Маркезини, а когда он покинул Верону, чтобы работать в Венеции, семья отправила его в Болонью в качестве ученика художника Джузеппе даль Соле, который обучал его только рисунку. В Болонье у него возникли проблемы со здоровьем, которые заставили его вернуться в Верону, а затем в Венецию, где он учился живописи у Антонио Балестры, художника, который оказал на него большое влияние.
Карло Салис скончался в возрасте восьмидесяти трёх лет. Его произведения хранятся в музеях Вероны, Мантуи и Бергамо, во многих храмах, а также в частных коллекциях.

## Основные произведения
- Чудо святого Викентия Феррера. 1748. Монастырь святых Варфоломея и Стефана, Бергамо
- Святой Бенедикт со святыми Мауро и Плачидо. 1747. Церковь Сан Бенедетто, Бергамо
- Ахилл несёт тело Гектора. Палаццо Палетта, Верона
- Рождество Христа. Монастырь оливетанов, Верона
- Фрески церкви Санта-Мария-ин-Корона, Верона